# Tedlar
Tedlar è il nome commerciale di un film di polivinilfluoruro prodotto dalla DuPont e caratterizzato da alcune proprietà chimiche, elettriche e di resistenza meccanica, alle quali si aggiungono buone caratteristiche di barriera ai raggi UV e di resistenza all'invecchiamento atmosferico.
Viene utilizzato insieme ad altri materiali come l'EVA, per la realizzazione di pannelli fotovoltaici.
Poiché è resistente alla fiamma, viene usato come film protettivo in aeronautica.